# Achryson jolyi
Achryson jolyi är en skalbaggsart som beskrevs av Monné 2006. Achryson jolyi ingår i släktet Achryson och familjen långhorningar.
Artens utbredningsområde är Venezuela. Inga underarter finns listade i Catalogue of Life.